# Aubigny-au-Bac

Aubigny-au-Bac este o comună în departamentul Nord, Franța. În 1 ianuarie 2022 avea o populație de 1.167 de locuitori.